# Повесть о трёх королях
«Повесть о трёх королях» (бел. Аповесць пра трох каралёў) — литературный памятник второй половины XV века на западнорусском письменном языке, апокрифического жанра. Сохранился в трёх списках, самый ранний из которых хранится в Российской национальной библиотеке.

## Описание
Оригинальное произведение было написано в XIV веке немецким монахом Иоганном Хильдесхаймским на латинском языке. На западнорусский язык было переведено во 2-й половине XV века.
В основе рассказа — эпизод поклонения новорожденному Иисусу Христу трех восточных царей-язычников, которые впоследствии стали искренними христианами. В рамках их путешествия на «святую землю» в произведении описывается природа Ближнего Востока, быт, обычаи, религию и этнические особенности разных народов, в том числе греков, сирийцев, армян и грузин. Рассказ ценен как свидетельство духовных потребностей определённых слоев литовских читателей XV—XVI веков и как один из источников их исторических и географических представлений о странах Ближнего Востока.